# (7155) 1979 YN
(7155) 1979 YN est un astéroïde de la ceinture principale découvert en 1979.

## Description
(7155) 1979 YN a été découvert le 23 décembre 1979 à l'observatoire de La Silla, au Chili, par Henri Debehogne et Edgar Rangel Netto.

### Caractéristiques orbitales
L'orbite de cet astéroïde est caractérisée par un demi-grand axe de 3,2 UA, un périhélie de 2,84 UA, une excentricité de 0,06 et une inclinaison de 11,38° par rapport à l'écliptique. Du fait de ces caractéristiques, à savoir un demi-grand axe compris entre 2 et 3,2 UA et un périhélie supérieur à 1,666 UA, il est classé, selon la JPL Small-Body Database, comme objet de la ceinture principale.

### Caractéristiques physiques
(7155) 1979 YN a une magnitude absolue (H) de 12,9 et un albédo estimé à 0,412.